# Судьба далеков
Судьба далеков (англ. Destiny of the Daleks) — первая серия семнадцатого сезона британского научно-фантастического телесериала «Доктор Кто», состоящая из четырёх эпизодов, которые были показаны в период с 1 по 22 сентября 1979 года. В этой серии Доктор вновь встречает Давроса, учёного, создавшего далеков.

## Сюжет
Пока Доктор чинит K-9, Романа регенерирует и, пройдя через несколько «тестовых» регенераций, несмотря на протесты Доктора, принимает внешность принцессы Астры из предыдущего приключения.
ТАРДИС приземляется на скалистой планете, где воздух пригоден для дыхания, но присутствует высокий радиационный фон. Путешественники обследуют ближайшие руины, но происходит взрыв, и Доктор остается под завалом. Романа идет забрать K-9 из ТАРДИС, но та также оказывается погребенной под камнями. Внезапно наткнувшись на оборванного мужчину, она падает с обрыва, её берут в плен трое далеков и отправляют в шахты.
Тем временем Доктора из под завала вытаскивают мовелланцы, белокожие гуманоиды, чей командир, Шаррел, рассказывает, что эта планета — Скаро, а они сами воюют с далеками. Вскоре на корабль доставляют мужчину, которого видела Романа, инженера Тиссана. Тот рассказывает, что был рабом далеков два года, и что видел Роману. Вместе с тремя мовелланцами они находят Роману и отправляются во владения далеков, где обнаруживают Давроса, вернувшегося к жизни из анабиоза.
Доктор берёт Давроса в заложники и требует отпустить всех рабов, а сам уходит. Романа тем временем добирается до корабля мовелланцев и узнает: те собираются поджечь атмосферу планеты и уничтожить все живое. Сам Доктор понимает, что мовелланцы на самом деле роботы.
Мовелланцы и далеки сражаются уже два столетия, а их компьютеры высчитывают наилучшую стратегию и выбирают момент для атаки. С тех пор не было сделано ни единого выстрела. Далеки просят Давроса дать им преимущество, мовелланцы просят того же у Доктора, но тот отказывается. Даврос же требует немедленно начать самоубийственную атаку на мовелланцев. Тем временем Тиссан с бывшими рабами деактивирует мовелланцев.
С помощью заложенных бомб Доктор уничтожает далеков, атакующих корабль мовелланцев, передает Давроса бывшим рабам, которые помещают его в криосон и перевозят на Землю для суда, и вместе с Романой улетает.

## Трансляции и отзывы
| Эпизод            | Дата показа      | Продолжительность | Телезрители (в миллионах) |
| ----------------- | ---------------- | ----------------- | ------------------------- |
| «Часть 1»         | 1 сентября 1979  | 24:03             | 13,0                      |
| «Часть 2»         | 8 сентября 1979  | 25:14             | 12,7                      |
| «Часть 3»         | 15 сентября 1979 | 24:32             | 13,8                      |
| «Часть 4»         | 22 сентября 1979 | 26:05             | 14,4                      |
| [ 1 ] [ 2 ] [ 3 ] |                  |                   |                           |

## Интересные факты
- Это первая серия с участием Лаллы Уорд в роли Романы. Актриса до этого исполняла роль принцессы Астры в серии «Фактор Армагеддона», чью внешность и переняла сама Романа при регенерации.
- Доктор читает книгу Оолона Коллуфида «Происхождение вселенной» и отмечает ошибку уже в первой же строчке. Оолон упоминается в книге «Автостопом по галактике» Дугласа Адамса, редактора текста серии, который и вставил эту отсылку.